# Franz Albert Eder

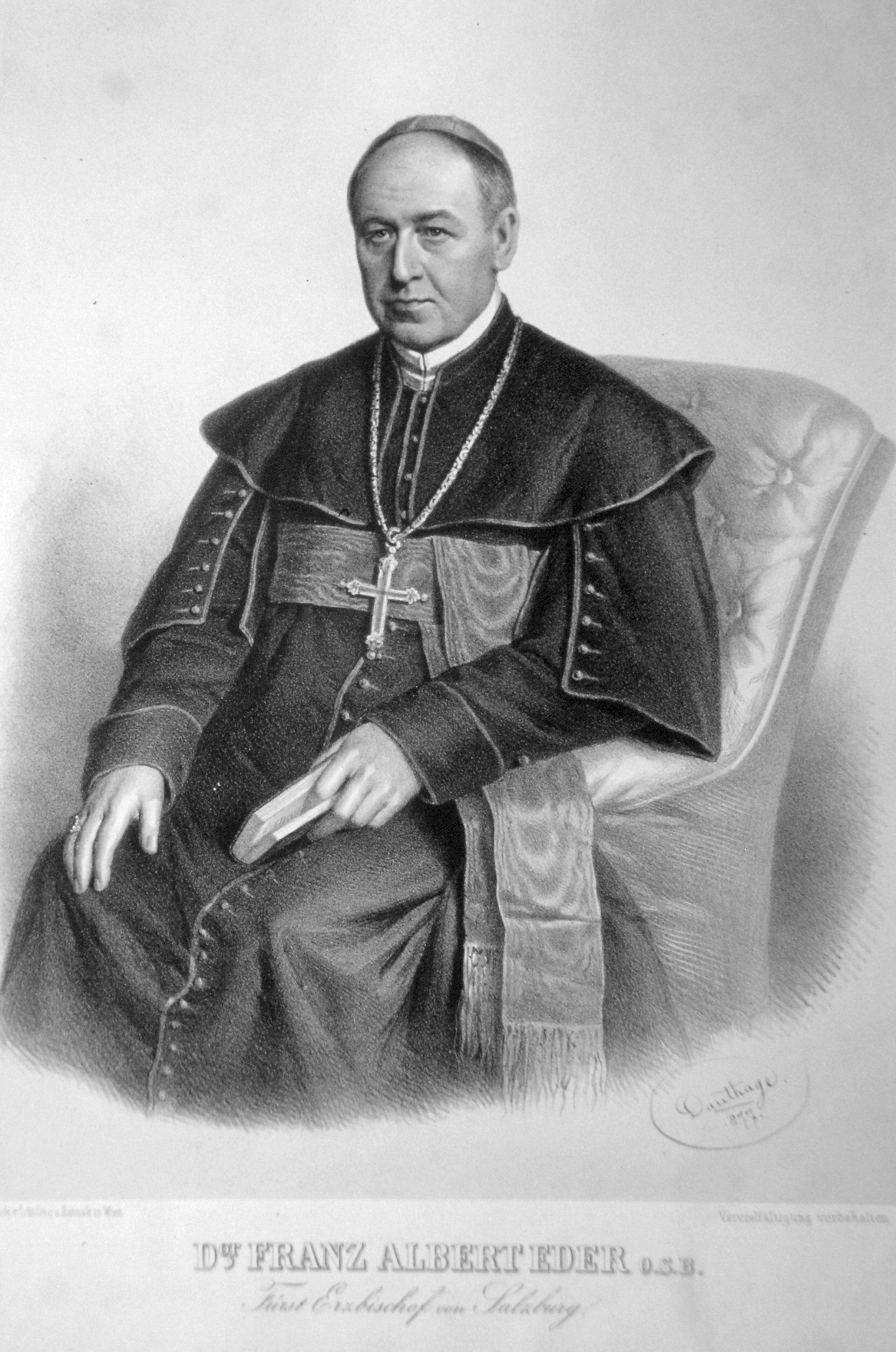
Erzbischof Franz Albert Eder OSB (Lithographie von Adolf Dauthage, 1877)

 Franz de Paula Albert Eder OSB (* 30. Jänner 1818 in Hallein als Albert Eder; † 10. April 1890 in Salzburg) war Erzbischof von Salzburg.

## Leben

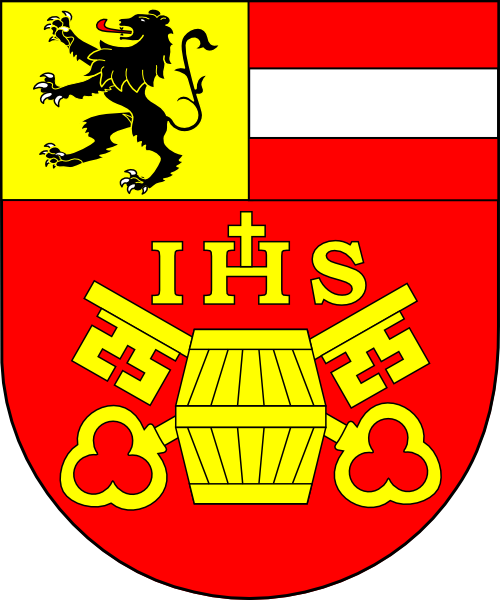
Wappenschild von Erzbischof Franz Albert Eder

Abt Franz Albert Eder OSB, (Lithographie von Adolf Dauthage, 1860)

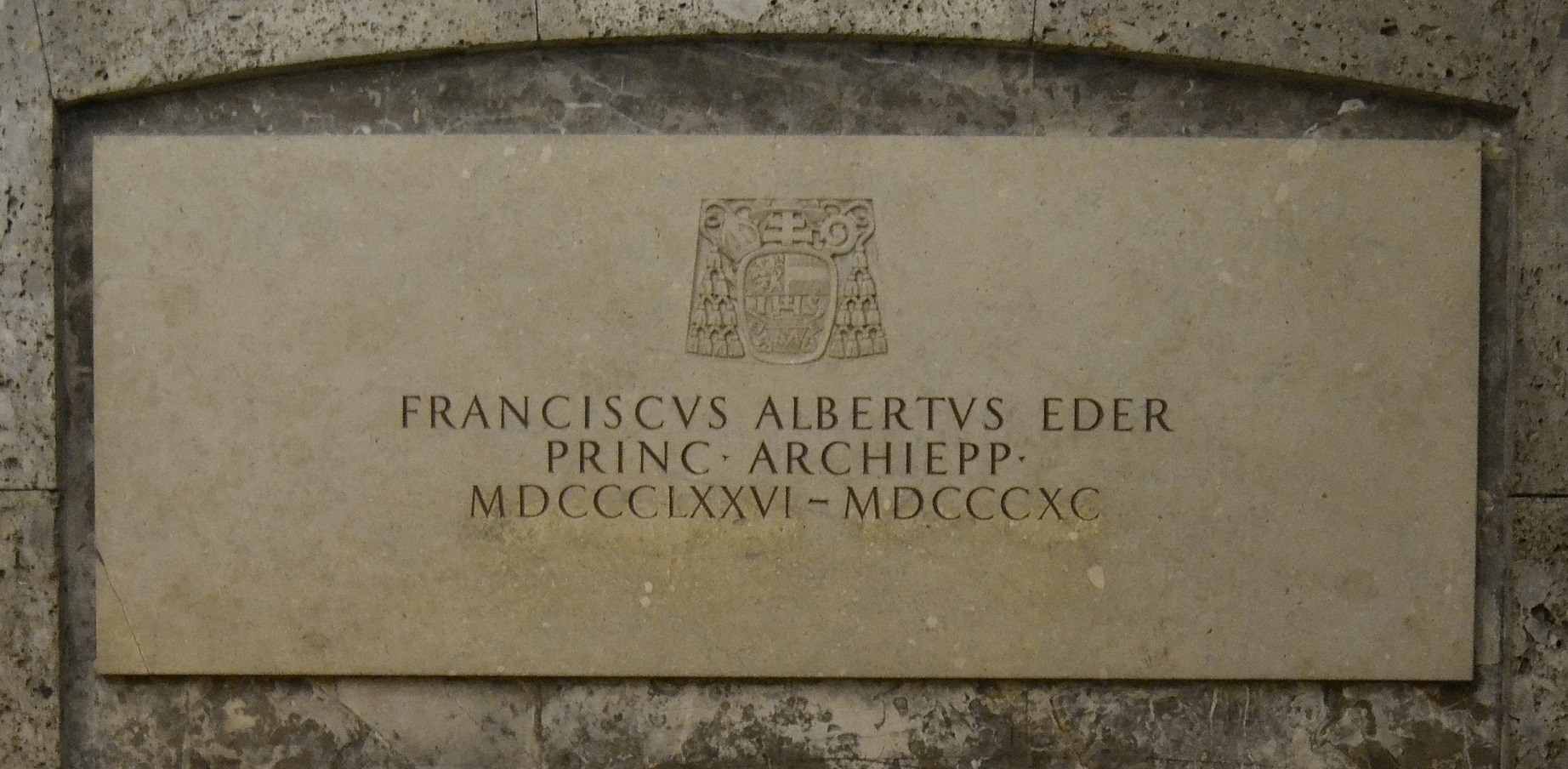
Grabstätte Eders (Krypta im Dom zu Salzburg)

Albert Eder kam als Sohn des k.u.k. Amtskontrollors Peter Paul Eder und seiner Gattin Theresia, geborene Hintner, zur Welt. Er studierte in Salzburg und trat dort in das Benediktinerstift St. Peter ein, wo der den Namen des Hl. Franz von Paula erhielt, am 3. April 1842 seine Profess ablegte und am 1. August 1843 zum Priester geweiht wurde. Am 17. Jänner 1857 wurde er zum Abt seines Stiftes gewählt. Von 1860 bis 1865 war er Reichsratsabgeordneter, zudem Landtagsabgeordneter von 1861 bis 1867   (1. Wahlperiode), 1870 bis 1871 (3. Wahlperiode) und ab  5. April 1877  (5., 6. Wahlperiode, Virilstimme des Erzbischofs, den er ab dem Tod seines Vorgängers innehatte).
Am 27. Mai 1876 wurde er als Nachfolger von Maximilian Joseph von Tarnóczy zum Erzbischof von Salzburg ernannt. Der Prager Erzbischof Friedrich Johannes Jacob Cölestin von Schwarzenberg spendete ihm am 22. Oktober 1876 die Bischofsweihe.
Ab 1889 war er Ehrenmitglied der katholischen Studentenverbindung KÖStV Austria Wien.
Franz Eder war ein besonderer Freund der Kirchenmusik und des liturgischen Gemeindegesanges und gab ein neues Gesangbuch („Alleluja“) heraus.
Sein Grab befindet sich im Salzburger Dom.